# Космические силы
Космические силы — род войск в некоторых вооружённых силах государств мира. Космические силы занимаются ведением военных операций в космическом пространстве, космическими запусками в интересах вооружённых сил, управлением орбитальной группировкой космических аппаратов.

## История
Российские Войска ракетно-космической обороны находились в составе Войск ПВО с 1967 по 1998 год, а затем входили в состав РВСН.
В Соединённых Штатах Космическое командование (United States Space Command) было одним из единых командований (UCC) с 1985 года. В 2002 году оно было объединено со Стратегическим командованием ВС США (United States Strategic Command), при этом Космическое командование ВВС США (Air Force Space Command) взяло на себя часть функций упразднённого Космического командования.
Летом 2018 года было объявлено о восстановлении Космического командования США (United States Space Command) в качестве единого командования. Инициатором отделения космических войск от ВВС и создания отдельной структуры стал президент Дональд Трамп. Командование было официально воссоздано 29 августа 2019 года. 20 декабря 2019 года было объявлено о создании нового вида вооружённых сил — Космических сил США (United States Space Force).

## Космические силы государств мира
- Космические войска — как отдельный род войск существовали с 1955 по 2011 гг. В 2015 году Войска воздушно-космической обороны вошли в состав Воздушно-космических сил РФ.
- Воздушно-космические силы Корпуса стражей исламской революции (с сентября 1985 года).
- Силы стратегического обеспечения — космические силы в составе НОАК созданы 1 января 2016 года для консолидации китайских космических технологий.
- Оборонное космическое агентство — командование ВС Индии, созданное 28 сентября 2018 года.
- Группа № 11 (с 1 ноября 2018 года) — подразделение космических сил в составе КВВС Великобритании.
- Космические силы США — новый вид вооружённых сил, чьё предназначение военные операции в космическом пространстве; активированы 20 декабря 2019 года.
- Космическое командование[англ.] — командование в составе ВКС Франции.[10]